# Ángela López Ruiz
Ángela López Ruiz (Montevideo, 1963) es una artista, curadora de arte e investigadora uruguaya.

## Biografía
Se graduó como Licenciada en Artes Visuales de la Universidad de la República, y se especializó en cine y video. Profundizó en filosofía y teoría del arte en el espacio 'Ronda de Pensamiento'. Desde 1997 realizó diversas piezas de videoarte, donde desarrolló una labor destacada. Como artista ha expuesto a partir de 1999, tanto en Montevideo (su ciudad de nacimiento), como en Buenos Aires, San Pablo, Santiago de Chile, Caracas, Maracaibo, Barcelona, Sevilla, París, Marsella, Dresde, Berlín y Londres.
Es miembro de la Fundación de Arte Contemporáneo, institución en la que ha dirigido el Programa de Formación Permanente. También ha desarrollado el Programa de Comunicación Visual del Museo Gurvich.
A través de sus investigaciones, ha realizado importantes aportes a la historia del cine experimental y del arte de acción en Uruguay. A partir de 2006 desarrolló el proyecto de investigación Arqueología de la Imagen en la Fundación de Arte Contemporáneo, con el objetivo de recuperar la memoria fílmica de Uruguay, afectada luego del incendio de archivos fílmicos en el Archivo Nacional de la Imagen, ocurrido a principios de la década del 1970. Esta investigación de largo plazo, con múltiples instancias y publicaciones a lo largo de los años, ha sido presentada en diferentes instituciones alrededor del mundo, incluyendo la 29ª Bienal de San Pablo y Manifesta8 (Murcia, España). En la investigación Pioneras del arte de acción (2016), incorpora la reflexión sobre problemáticas de género, rescatando los aportes de las mujeres a la historia del arte a partir de trayectorias como las de Teresa Trujillo, Graciela Figueroa e Isabel Gilbert. También investiga cómo los aportes de mujeres fueron invisibilizados por una narrativa patriarcal del arte, y señala la necesidad de hacer visibles los procesos, experimentaciones e influencias que las mujeres han dejado en el arte.
Como curadora, ha trabajado en la Fundación de Arte Contemporáneo, así como en la 9ª Bienal de Salto, en el Encuentro Regional de Arte de Montevideo, y en exposiciones en Montevideo y Nueva York. Entre sus curadurías más destacadas se encuentran Anthology, videoperformance de Clemente Padín, realizada en el Museo de Barrio (Nueva York); Cine Expandido I y II en el Museo Nacional de Artes Visuales (Montevideo); y focos/fac realizada en 2007 en el marco del 'Encuentro Regional de Arte en Montevideo'. En 2016 formó parte del equipo curatorial del ciclo Montevideo, Cine Experimental, organizado por la Fundación de Arte Contemporáneo, para cuya realización fueron también fundamentales los aportes que López Ruiz realizó como investigadora.
También ha brindado charlas y conferencias en ciudades como San Francisco, Los Ángeles, Ginebra y Bilbao, entre otras. Se ha desempeñado como jurado en festivales de video, así como en el 54° Salón Nacional de Artes Visuales de Uruguay.